# Nazionale olimpica di calcio del Canada
La nazionale olimpica canadese di calcio è la rappresentativa calcistica del Canada che rappresenta l'omonimo stato ai giochi olimpici.

## Storia
La nazionale olimpica del Canada ha partecipato ai giochi olimpici in due occasioni, nell'edizione del 1976 e nel 1984. Nella sua prima partecipazione collezionò due sconfitte in altrettante partite nel girone venendo eliminata. La terza partita che doveva essere contro la nazionale dello Zambia non si giocò a causa del boicottaggio delle nazioni africane indetto per protestare contro la partecipazione alle Olimpiadi della Nuova Zelanda, la cui nazionale di rugby tenne una tournée in Sudafrica (all'epoca escluso dalle manifestazioni sportive per la sua politica di apartheid). Le due sconfitte avvennero contro l'URSS per 2-1 e contro la Corea del Nord per 3-1. Gli unici gol del Canada furono realizzati da Jimmy Douglas.
Nella seconda edizione invece questa nazionale collezionò una vittoria, un pareggio ed una sconfitta nella fase a gironi. Pareggiando per 1-1 con l'Iraq, perdendo per 1-0 con la Jugoslavia e vincendo per 3-1 con il Camerun. Viene però eliminata nei quarti di finale dal Brasile ai rigori per 5-3, i tempi regolamentari erano finiti 1-1.

## Statistiche dettagliate sui tornei internazionali

### Giochi olimpici
| Anno | Luogo             | Piazzamento      | V | N | P | Gol |
| ---- | ----------------- | ---------------- | - | - | - | --- |
| 1952 | Helsinki          | Non partecipante | - | - | - | -   |
| 1956 | Melbourne         | Non partecipante | - | - | - | -   |
| 1960 | Roma              | Non partecipante | - | - | - | -   |
| 1964 | Tokyo             | Non partecipante | - | - | - | -   |
| 1968 | Città del Messico | Non qualificata  | - | - | - | -   |
| 1972 | Monaco di Baviera | Non qualificata  | - | - | - | -   |
| 1976 | Montréal          | Primo turno      | 0 | 0 | 2 | 2:5 |
| 1980 | Mosca             | Non qualificata  | - | - | - | -   |
| 1984 | Los Angeles       | Quarti di finale | 1 | 2 | 1 | 5:4 |
| 1988 | Seul              | Non qualificata  | - | - | - | -   |
| 1992 | Barcellona        | Non qualificata  | - | - | - | -   |
| 1996 | Atlanta           | Non qualificata  | - | - | - | -   |
| 2000 | Sydney            | Non qualificata  | - | - | - | -   |
| 2004 | Atene             | Non qualificata  | - | - | - | -   |
| 2008 | Pechino           | Non qualificata  | - | - | - | -   |
| 2012 | Londra            | Non qualificata  | - | - | - | -   |
| 2016 | Rio de Janeiro    | Non qualificata  | - | - | - | -   |
| 2020 | Tokyo             | Non qualificata  | - | - | - | -   |
| 2024 | Parigi            | Non qualificata  | - | - | - | -   |